# Wilde Platterbse
Die Wilde Platterbse (Lathyrus sylvestris), auch Wald-Platterbse genannt, ist eine Pflanzenart in der Unterfamilie der Schmetterlingsblütler (Faboideae). Sie ist in Eurasien weitverbreitet.

## Beschreibung

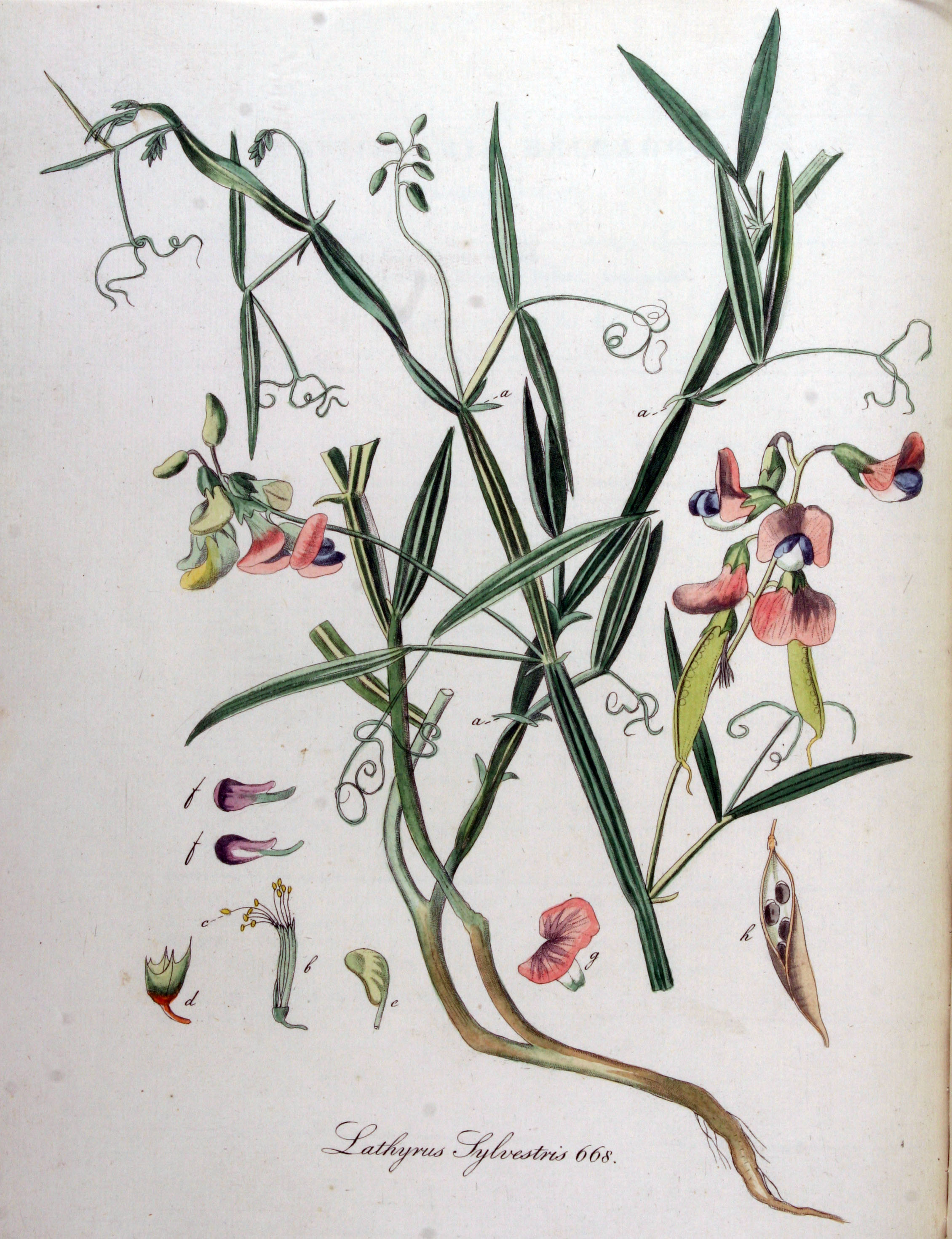
Illustration aus Flora Batava, Band 9

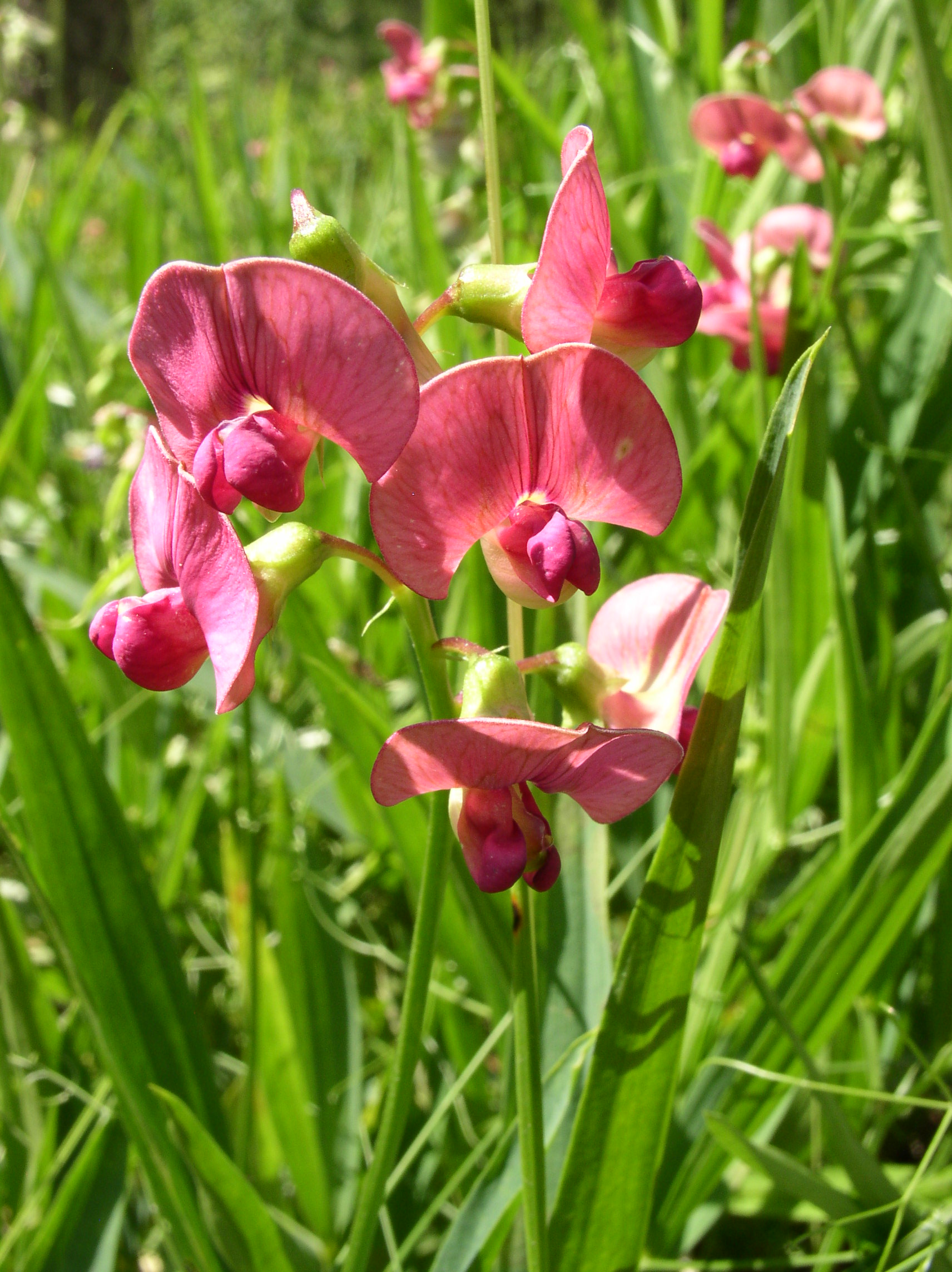
Blüten

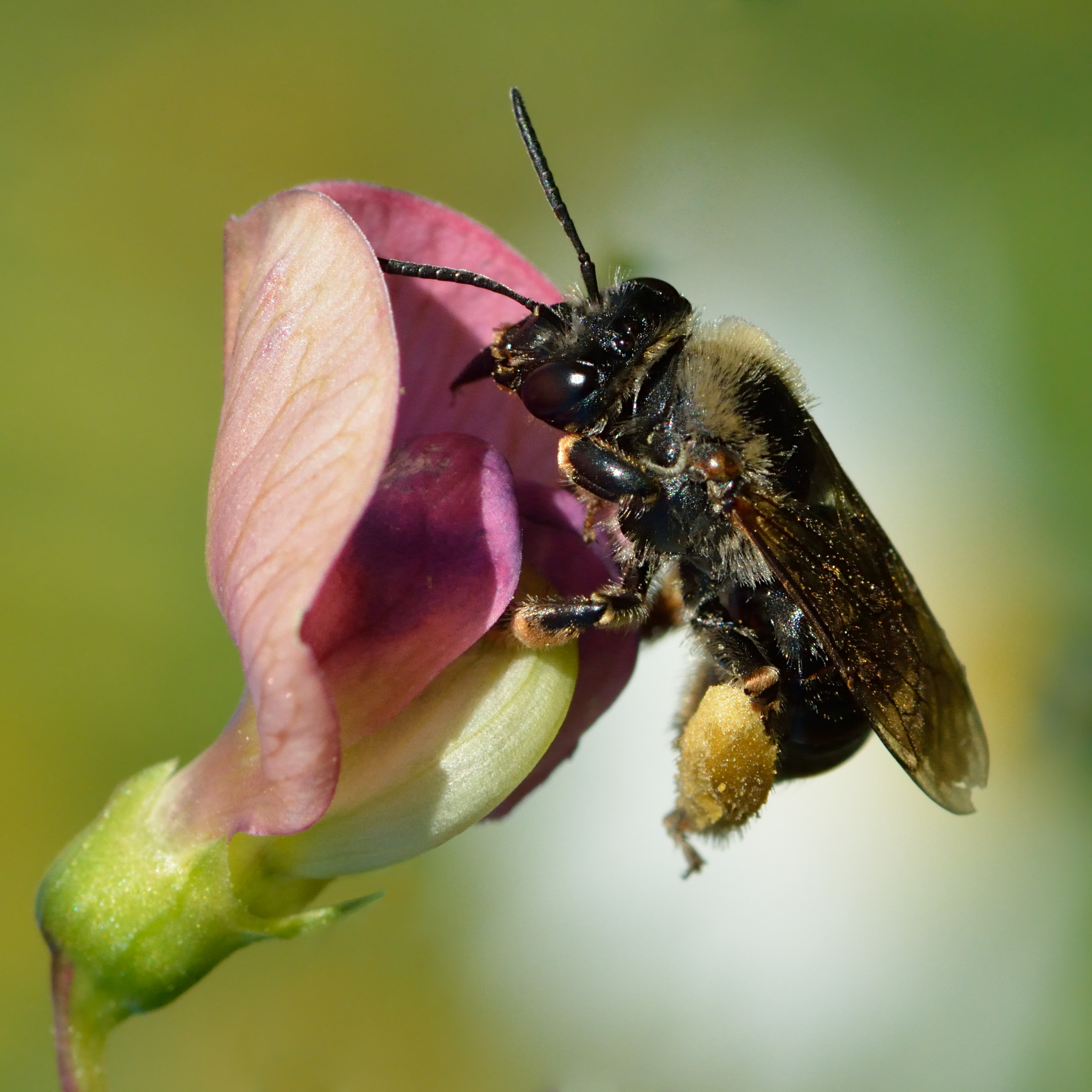
Bestäubung

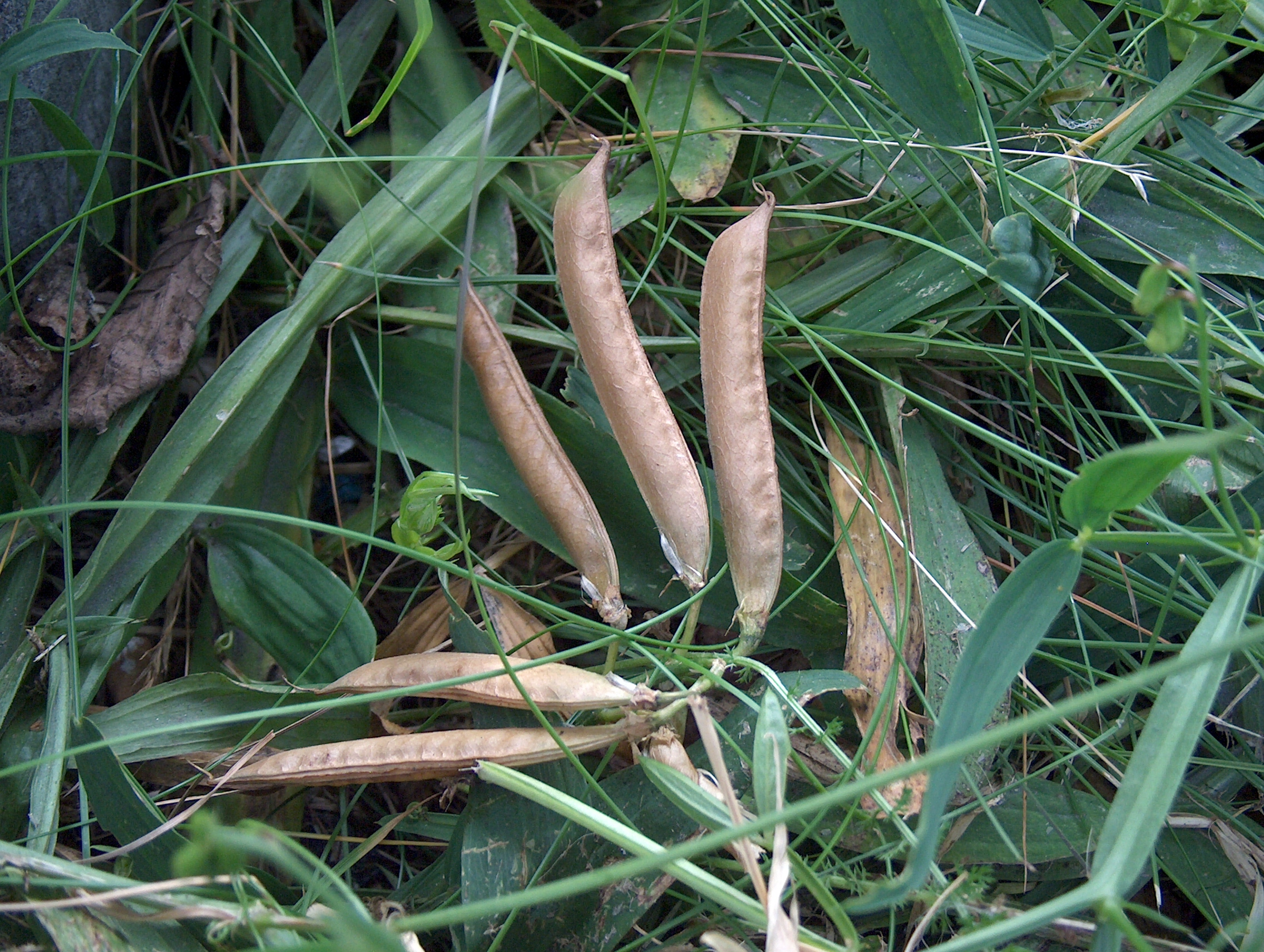
Hülsenfrüchte

### Erscheinungsbild und Blatt
Die Wilde Platterbse wächst als kletternde, ausdauernde krautige Pflanze. Es werden bis zu 15 m lange, kriechende, verzweigte Bodenausläufer gebildet. Der meist 1 bis 2 m lange, vierkantige und geriefte Stängel ist verzweigt und besitzt mit den 1,5 bis 4 mm breiten Flügeln eine Gesamtbreite von 4 bis 9 mm; er ist kahl oder an den Kanten durch feine Zähnchen rau.
Die kahlen, sehr kräftigen Laubblätter sind in Blattstiel und Blattspreite gegliedert. Der schmal bis breit geflügelte Blattstiel ist mit den etwa 0,5 bis 1,5 mm langen Flügeln etwa 2 bis 4 mm breit. Die gefiederten Blattspreiten besitzen jeweils nur ein Paar Fiederblättchen. Diese sind lanzettlich bis lineal, meist allmählich zugespitzt und etwa 6 bis 20 mal so lang wie breit. Sie besitzen eine Länge von mehr oder weniger 5 bis 14 cm und eine Breite von etwa 5 bis 15 mm. Drei oder fünf Längsnerven und lange Maschen bildende Netznerven sind meist deutlich zu erkennen. Die Nebenblätter sind schmal halbpfeilförmig, mit den Öhrchen etwa 1 bis 2 cm lang und 0,5 bis 2,5 mm breit.

### Blütenstand und Blüte
Die Blütezeit liegt in Mitteleuropa zwischen Juni und August. Meist nur drei bis sechs Blüten stehen in traubigen, die Laubblätter nicht oder wenig überragenden Blütenständen, zusammen mit kurzen Tragblättern. Die zwittrigen, durch Drehung von Griffel und Schiffchen schwach asymmetrischen Blüten sind 13 bis 18 mm lang,  fünfzählig und besitzen eine doppelte Blütenhülle. Die fünf Kelchzähne sind durch breite Buchten getrennt. Die fünf Kronblätter sind rosa- bis purpurfarben und die breite Fahne außen grünlich überlaufen. Nur die Flügel sind rein purpurrot.

### Frucht und Samen
Die reif lederbraunen Hülsenfrüchte sind 5 bis 7 mm lang sowie 8 bis 13 mm breit und auf den Kielen und Netznerven von feinen Knötchen rau. Die Hülsenfrüchte enthalten 6 bis 14 Samen. Die Samen sind 4 bis 5,5 mm groß, oft durch gegenseitigen Druck etwas eckig, schwach höckerig und von bräunlicher bis rötlichgrauer Färbung.

### Chromosomensatz
Die Chromosomenzahl beträgt 2n = 14.

## Ökologie
Die Blüten sind durch Drehung von Griffel und Schiffchen asymmetrisch, daher ist der Nektar nicht allgemein leicht zugänglich. Blütenökologisch bezeichnet man deshalb die Wilde Platterbse als eine „Intelligenzblume“.
Als ausläufertreibende und tiefwurzelnde Art ist sie ein Bodenfestiger und Bodenbereiter.

## Vorkommen
Lathyrus sylvestris kommt in der submeridionalen bis nördlich-gemäßigten Klimazone vor. Sie ist im gemäßigt-kontinentalen Europa, nach Norden bis Skandinavien und England, östlich bis Russland und Westsibirien, Schwarzes Meer, Balkan, Apenninen-Halbinsel, Pyrenäen und auf Sardinien verbreitet. Sie kommt auch in Marokko und im Kaukasusraum vor. In Europa hat sie ursprüngliche Vorkommen in fast allen Ländern und fehlt nur in Irland, Island und im europäischen Teil der Türkei.
Die Wilde Platterbse kommt in Mitteleuropa meist verbreitet und häufig vor. Sie wächst in Mitteleuropa auf sommerwarmen, frischen bis mäßig trockenen, nährstoffreichen und basenreichen, mehr oder weniger rohen oder humosen Lehm- oder Steinschuttböden.
In Deutschland ist die Wilde Platterbse meist verbreitet und häufig. Im Norddeutschen Flachland ist sie jedoch selten, ebenso in den nördlichen Voralpen, wo sie teilweise ganz fehlt. In der  planaren bis collinen Höhenstufe kommt sie in Deutschland vor. Sie steigt in den Allgäuer Alpen im hinteren Bernhardstal bei Elbigenalp in Tirol bis in Meereshöhen von 1200 m auf. 
In Deutschland gilt sie nicht als gefährdet.
In der Schweiz gedeiht Lathyrus sylvestris in Gebüschen, an Flussufern und auf Geröll hauptsächlich in der kollinen bis montanen, aber auch in der subalpinen Höhenstufe. Die ökologischen Zeigerwerte nach Landolt et al. 2010 sind in der Schweiz: Feuchtezahl F = 2+w (frisch aber mäßig wechselnd), Lichtzahl L = 3 (halbschattig), Reaktionszahl R = 4 (neutral bis basisch), Temperaturzahl T = 3+ (unter-montan und ober-kollin), Nährstoffzahl N = 3 (mäßig nährstoffarm bis mäßug nährstoffreich), Kontinentalitätszahl K = 4 (subkontinental).
Die Wilde Platterbse wächst im Saum lichter Wälder und Gebüsche, auf Schlagflächen und auf trockenen Geröllhalden. Im pflanzensoziologischen System ist sie in Mitteleuropa eine Charakterart der Ordnung Origanetalia vulgaris. Gelegentlich wird die Wilde Platterbse auch als Futterpflanze angebaut. Wo sie sehr zahlreich auftritt, besonders an Weinbergen, Wegrändern, Bahndämmen usw., beruhen diese Vorkommen meist auf Anpflanzung.

## Taxonomie
Die Wilde Platterbse wurde 1753 von Carl von Linné in Species Plantarum Band 2 Seite 733 als Lathyrus sylvestris erstbeschrieben.

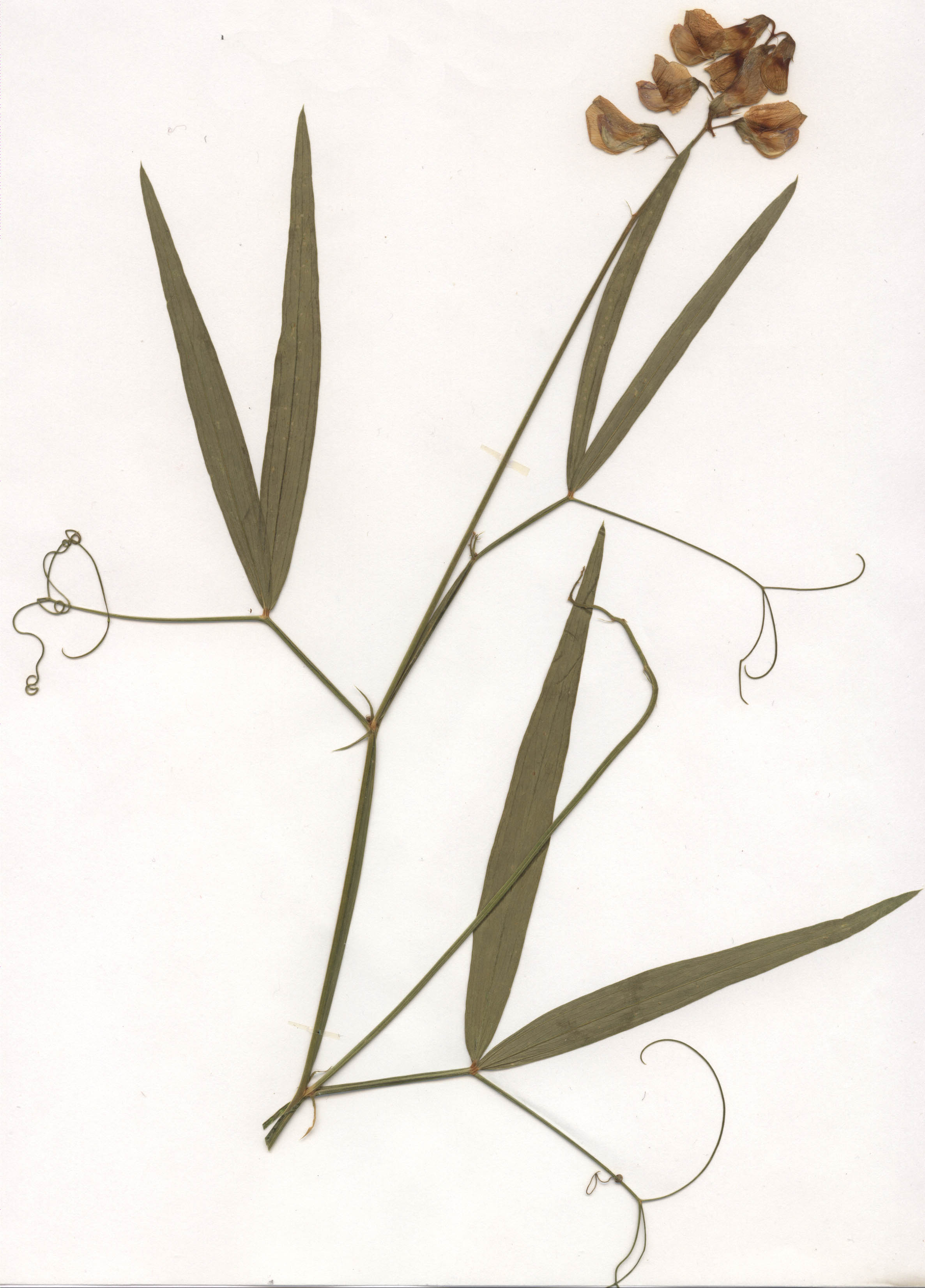
Herbarbeleg von Lathyrus sylvestris